# Голубая мольва
Голубая мо́льва, или голубая щука, или биркеланг, (лат. Molva dypterygia) — вид морских лучепёрых рыб из семейства тресковых. Распространены в Северном Ледовитом и Атлантическом океанах.

## Описание
Тело вытянутое, стройное с тонким хвостовым стеблем. Нижняя челюсть длиннее верхней и немного выдаётся вперёд. Подбородочный усик короче диаметра глаза. Два спинных плавника. Первый с коротким основанием и 12—14 мягкими лучами. Второй спинной плавник длинный, в нём 69—83 мягких луча, достигает хвостового стебля. В анальном плавнике 70—81 мягких лучей. Брюшные плавники располагаются перед грудными и их окончания достигают окончаний грудных плавников. Хвостовой плавник закруглённый.
Спина от серого до коричневого цвета, бока светлее с голубовато-серым оттенком, а брюхо белое с красновато-коричневыми пятнышками. Задние части спинных, анального и хвостового плавников чёрные со светлой окантовкой.

## Биология
Морские придонные рыбы. Обитают над мягкими грунтами на глубине от 150 до 1000 м, чаще от 350 до 500 м.
Самцы достигают половой зрелости в возрасте 9 лет при длине тела 75 см, самки в возрасте 11 лет при длине тела 88 см. Нерестятся на глубинах от 500 до 1000 м с апреля по сентябрь с пиком в мае. Основные места нереста расположены у берегов Исландии, Норвегии, Фарерских островов, Шотландии и Ирландии. Икра и личинки пелагические.
Питаются ракообразными и рыбами (камбаловые, тресковые, бычковые).
Самки растут быстрее самцов, достигая длины 40 см на третьем году жизни. В возрасте 17 лет самцы могут достигать длины 115 см, а максимальная длина тела самок в возрасте 20 лет — 155 см.

## Ареал
Распространены в юго-западной части Баренцева моря на север до Шпицбергена и южной части Гренландии. Далее на юг у побережья Исландии, Британских и Фарерских островов и до юга Марокко. Отмечены в западной части Средиземного моря. В северо-западной части Атлантического океана встречаются у Ньюфаундленда.

## Промысловое значение
Промысел ведётся донными тралами и ярусами. Максимальный улов отмечен в 1980 году — 36,8 тыс. тонн. В 2005—2014 годах уловы варьировались от 5,2 до 12,7 тысяч тонн. Больше всех ловят Норвегия, Фарерские острова и Франция. Реализуются в замороженном виде. Используют также для изготовления рыбной муки.